# Mesohibolitidae
Mesohibolitidae (лат.) — семейство белемнитов. Их ископаемые остатки известны со среднего юрского до раннего мелового периодов (174,1—125,0 млн лет назад). Они обнаружены на территории Новой Зеландии, Антарктиды, Ирана, Германии, Аргентины, Венгрии, Гренландии, Австралии, Франции и Греции. Как и современные кальмары, это были активно плавающие морские нектонные хищники.

## Роды и виды
На ноябрь 2023 семейство включает 3 рода:
- †Conohibolites Janssen and Fozy, 2005
  - †Conohibolites escragnollensis Delattre, 1952
  - †Conohibolites garshini Stoyanova-Vergilova, 1965
  - †Conohibolites gladiiformis Uhlig, 1883
- †Curtohibolites
  - †Curtohibolites pinguis Shvetsov, 1913
  - †Curtohibolites wernsdorfensis Stoyanova-Vergilova, 1963
- †Hibolithes Montfort, 1808
  - †Hibolithes catlinensis Hector, 1878
  - †Hibolithes jaculiformis Shvetsov, 1913